# モトベカン

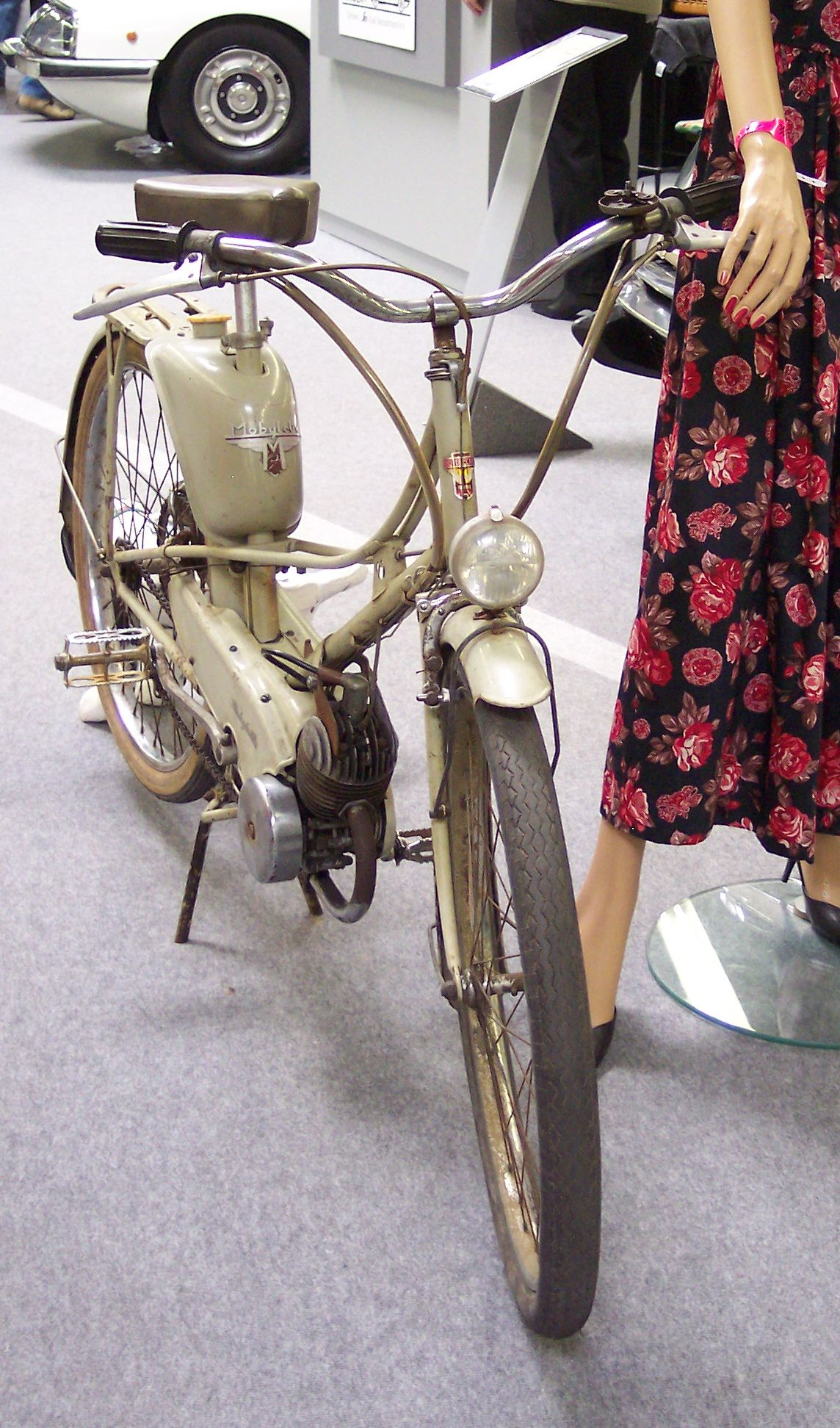
モトベカン・モビレット

モトベカン ( Motobécane ) は自転車、オートバイ、モペッドなどを製造していたフランスのメーカー、および同社の製品のブランドである。設立は1923年。名称はフランス語でオートバイを意味する moto と、自転車を意味する bécane を組み合わせたものである。
1981年に経営破綻したがヤマハ発動機に買収され、1984年からは MBK と名前を変えて主にヨーロッパ市場向けのスクーターの生産を続けている。
なお、台湾のキネシス社から自転車をアメリカに輸入してモトベカンの商標で販売しているモトベカン U.S.A. とは無関係である。

## オートバイ
長年に渡ってフランス最大のオートバイメーカーのひとつだったモトベカンは、元々は1922年に出会ったシャルル・ブノワ ( Charles Benoit ) とアベル・バーディン ( Abel Bardin ) が1923年に175cc単気筒2ストロークエンジンを搭載した自転車を設計したのが始まりである。1930年代にはモトベカンのオートバイはベストセラーとなり、1933年には250ccの同社初となる4ストロークエンジンのモデルを発売し、1930年代には縦置き4気筒エンジンのモデルも製造していた。また、同時期にはモータースポーツにも参戦しており、ボルドール24時間耐久レースでは優勝も記録している。
第二次世界大戦後は安価な輸送手段という需要に応えるため、単気筒エンジンを積んだ D45 モーターバイク（エンジン付き自転車）を生産した。これは後に最新型のサスペンションを備えた Z46 へと進化した。
1960年代になって大衆にとって自動車が手の届く一般的な乗り物となるとヨーロッパの他のオートバイメーカーと同様にモトベカンも売り上げが減少し、厳しい状況に追い込まれていった。安くて高性能な日本製オートバイがヨーロッパに入ってきたこともモトベカンの営業成績にとっては打撃だった。そして1964年には一旦オートバイの製造を中止した。
1969年にオートバイ生産を再開したモトベカンは、1970年代を通して125cc2気筒エンジンのモデルを製造し続けた。また、少数ながら350ccと500ccの2ストローク3気筒モデルも製造していた。
モータースポーツにおいては、1970年代後期から1980年代初期にかけてグランプリの125ccクラスでいくつかの勝利を記録しており、1980年にはギィ・ベルタンの手によってロードレース世界選手権125ccクラスのシーズンランキング2位を獲得している。

## 自転車
モトベカンはフランスの自転車産業においても主要メーカーのひとつであり、非常に軽量なマウンテンバイクを作っていたことで知られている。

## モペッド
第二次世界大戦が終わって生産を再開するとすぐ、モトベカンはモペッドの生産に力を入れ始めた。1949年にモビレット ( en:Mobylette ) という名のモペッドを発売した。モビレットはインドのモペッドインディア社 ( en:Mopeds India Limited ) でもライセンス生産され、Suvega という名前で販売された。
モビレットシリーズは、モトベカンがヤマハ傘下となった1997年までの48年間で、計1,400万台が生産された。